# WCW Thunder
WCW Thunder или просто Thunder (в переводе с англ. — «Гром») — телевизионная рестлинг-программа, выпускавшаяся компанией World Championship Wrestling и выходившая еженедельно по четвергам вечером на канале TBS в США с 8 января 1998 года по 21 марта 2001 года.
Популярность WCW в 1996 и 1997 годах позволила создать новое шоу, которым стало Thunder. Thunder записывался на пленку по вторникам и выходил в эфир по четвергам, что стало изменением для WCW, поскольку продюсер Эрик Бишофф был очень заинтересован в том, чтобы основное шоу WCW Monday Nitro выходило в прямом эфире каждую неделю.
Права на торговую марку Thunder теперь принадлежат WWE, которая приобрела собственность WCW в 2001 году. Торговая марка была продлена WWE в 2018 году. По состоянию на июль 2022 года все 156 эпизодов Thunder доступны для трансляции в WWE Network.